# Мечеть Дефтердара Мустафи-паші
Мече́ть Дефтерда́р Мустафи́-паші́ (тур. Defterdar Mustafa Paşa Camii) — мечеть у центрі провінції Едірне, збудована Дефтердаром Мустафою-пашею у другій половині XVI століття за проектом Мімара Сінана.
Мечеть Дефтердар Мустафи-паші була замовлена Мімару Сінану Мустафою-пашею, який обіймав посаду дефтердара за часів правління Сулеймана Пишного та Селіма II. Розташована в кварталі Сабуні в центрі Едірне, мечеть має вхідні ворота з вулиць Текке Байіри та Тунахан Шекер. Назва мечеті, що розташована у великому дворі, також згадується в джерелах як Мечеть Дефтердар, Мечеть Дефтердар Мустафи Челебі, Мечеть Дефтердар Кара Мустафи-паші. Купол мечеті обвалився під час землетрусу 1751 року, після чого її було знову відкрито для богослужінь, цього разу з дерев'яним дахом, завдяки зусиллям Хаджі Рушена Ефенді. Під час цього ремонту у дворі також було збудовано медресе.
Завдяки реставраціям, проведеним Головним управлінням фондів у 1953 та 1962 роках, купол, зовнішній притвор, головний портал та вікна мечеті були відновлені відповідно до оригіналу. Остання реставрація мечеті розпочалася у 2020 році. Мечеть, реставрація якої тривала два роки, була відкрита для богослужінь 21 квітня 2022 року.